# Shortline
Shortline (читается: «шотла́йн»; амер. англ. shortline railroad — небольшая железная дорога) — компьютерная игра компании «Doka Studios» в жанре аркадной головоломки.

## Игровой процесс
Игрок управляет железнодорожной компанией, задача состоит в том, чтобы удерживать положительный баланс финансов с 1800 года до 2000. Игра содержит много этапов, но они разнятся лишь по степени сложности (количество препятствий на карте, более частые поломки и т. д.).
В начале каждого этапа действует два города (у одного уже готов железнодорожный выезд, у другого выезд построится через несколько секунд), которые необходимо соединить рельсовой дорогой. Каждые 40 лет игрового времени выстраивается новый город, к которому также необходимо будет подвести рельсовые пути.
Процесс прокладки железной дороги усложняется тем, что участки рельсовых путей велики и существует их всего 6 типов (2 прямых участка и 4 поворота). Чтобы поезда могли переезжать с одного участка на другой, их необходимо правильно пристыковывать. В местах слияния прямой и поворотной ветки (или двух поворотных веток) автоматически устанавливаются стрелочные переводы (но нельзя сделать стрелку на 3 ветки и более, также стрелка не устанавливается в месте пересечения двух прямых участков). На поворотах (если там нет стрелок) автоматически устанавливаются сигналы.
Когда город полностью построен (из него появился железнодорожный выезд), то он может принимать и отправлять поезда. Поезда из города отправляются сами. Цвет поезда соответствует цвету города, в который он направляется. Если же выезд из города занят другим поездом, то в правом верхнем углу экрана, человечек, цвет которого соответствует цвету города, откуда должен отправиться поезд, поднимает флажок и удерживает его поднятым, пока выезд из города не освободится (если поезд не может покинуть город длительное время, игрок штрафуется).
Непосредственно поездами управлять нельзя — поезд разгоняется по проложенному пути из рельс и стрелок и следует до города, тупика, красного сигнала светофора или стре́лки, переведённой в сторону от его пути. Из города назначения поезд не возвращается, во всех остальных случаях, в тупиках, на отвернутых стре́лках и в других городах поезд только тормозит и сменяет направление хода на обратное, а затем вновь разгоняется. Направлять поезда можно, только переключая стре́лки и огни светофоров. Разные поезда имеют разную скорость движения.
При столкновении поездов (или случайно по мере износа) происходит поломка рельсовых путей. На карте это обозначается красным треугольником с восклицательным знаком. Для их починки необходимо вызвать ремонтный поезд, нажав на ближайший город правой кнопкой. Все поезда, кроме ремонтного, при попытке проехать по повреждённым рельсам, терпят крушение.
На старших уровнях из любого города иногда может выехать неуправляемый поезд. Он обозначен мигающим черно-белым цветом. Такой поезд не может быть остановлен или отправлен назад. Таким образом, он не реагирует на показания сигналов, а если направить его в тупик или на стрелку, установленную не по маршруту, он терпит крушение (не во всех версиях игры). Неуправляемый поезд может быть принят любым городом.
За каждый пришедший по назначению поезд начисляются деньги. За прокладку рельсовых путей деньги снимаются. За рубку лесов и снос зданий для прокладки рельсов, за вызов ремонтного поезда и починку дороги, а также за задержку поездов взимаются дополнительные деньги. За крушение поезда взимается большой штраф. Кроме того, за каждый пройденный игровой год взимается налог.

## Наследие
В 2024 году путем реверс-инжиниринга был разработан ремейк reSL. Данная версия игры полностью повторяет все алгоритмы и структуры данных Shortline v1.1, но является кроссплатформенной (возможна сборка под все современные ОС, а так же в виде WebAssembly для исполнения непосредственно в браузере) и адаптирована под управление мышью/сенсорным экраном[значимость факта?].